# Vassoura (jogador de futsal)
Williams Oliveira do Nascimento (Jaboatão dos Guararapes, 26 de abril de 1985), mais conhecido como Vassoura , é um jogador de futsal brasileiro naturalizado azeri. Atualmente. Joga pelo Resenha Fc e pela Seleção Azeri de Futsal na posição de pivô.